# ジョージア総合運輸庁
ジョージア総合運輸庁（ジョージアそうごううんゆちょう、グルジア語: ერთიანი სატრანსპორტო ადმინისტრაცია、グルジア語ラテン翻字: Ertiani Satransporto Administratsia）は、ジョージアの行政官庁。2005年から2011年まで存在し、国の道路運輸、民間航空、海運について統括的に管理した。当初は経済・持続的発展省に属し、その後地方発展インフラ省に移管となった。本部はトビリシに所在。
2011年2月、総合運輸庁は道路運輸、民間航空、海運の3官庁に分割された。各官庁はそれぞれ、地方発展インフラ省の管轄下にある、別個の法人組織となった。

## 部局
- 道路運輸局 (სამოქალაქო ავიაციის დეპარტამენტი)[3]
- 民間航空局 (საზღვაო ტრანსპორტის დეპარტამენტი)[4]
- 海運局 (საავტომობილო ტრანსპორტის დეპარტამენტი)[5]